# Budova Gymnázia Boženy Němcové
Budova Gymnázia Boženy Němcové, původně budova obecných a měšťanských škol, tzv. „Drtinky“, je rozsáhlým historizujícím stavebním komplexem v Hradci Králové, na Pospíšilově třídě (č. p. 323 a 324), při křížení s Šimkovou ulicí. Budova byla postavena v letech 1896–1898.
Výnosem ministerstva školství a národní osvěty z 9. dubna 1936 dostaly školy na žádost místní školní rady název Obecné a měšťanské školy prof. Drtiny v Hradci Králové (užíval se též zkrácený název Drtinovy obecné a měšťanské školy, Školy dr. Fr. Drtiny, či zkráceně tzv. „Drtinky“), připomínající filozofa a profesora Františka Drtinu (1861–1925). V roce 1983 se tento školský areál stal sídlem gymnázia (nejprve Gymnázium v Pospíšilově třídě, od roku 1991 zvané Gymnázium Boženy Němcové).

## Kontext vzniku a výstavba
Po bourání královéhradecké pevnosti začala v 90. letech 19. století nová plánovitá výstavba kulturních a společenských budov včetně systematické výstavby nových škol. Školství, do té doby soustředěnému do historického centra města, již kapacitně dosavadní prostory nestačily, a bylo tak nutné zajistit nové vhodné prostory. Necelý půl rok poté, co byl v únoru 1895 městským purkmistrem zvolen František Ulrich, bylo městským zastupitelstvem 7. července 1895 rozhodnuto o stavbě nových budov pro základní školy. Jádrem nové výstavby škol a ústavů sloužících vzdělávání a péči o děti se stala tehdy nově vznikající Pospíšilova třída směřující na severovýchod od městského jádra.
V lednu 1896 městské zastupitelstvo vybralo projekt místního stavitele Václava Bahníka a městského vrchního inženýra Tomáše Suhrady, který se již osvědčil při výstavbě odborné školy pro umělecké zámečnictví (1892–1896). V září toho roku byly hotové základy a do zimy již byla celá hrubá stavba pod střechou. Budova, nesoucí nápis "Hradec Králové své mládeži", byla postavena na náklady města Hradce Králové v hodnotě 220 tisíc zlatých/487 370 korun. Stavební práce prováděla firma Hanych a Pokorný. Uměleckou výzdobu včetně štukatérských prací měla na starosti firma Jiřího Říhy z Prahy. Zámečnické práce zajistil Jan Rabas, absolvent zmiňované zámečnické školy.

## Otevření

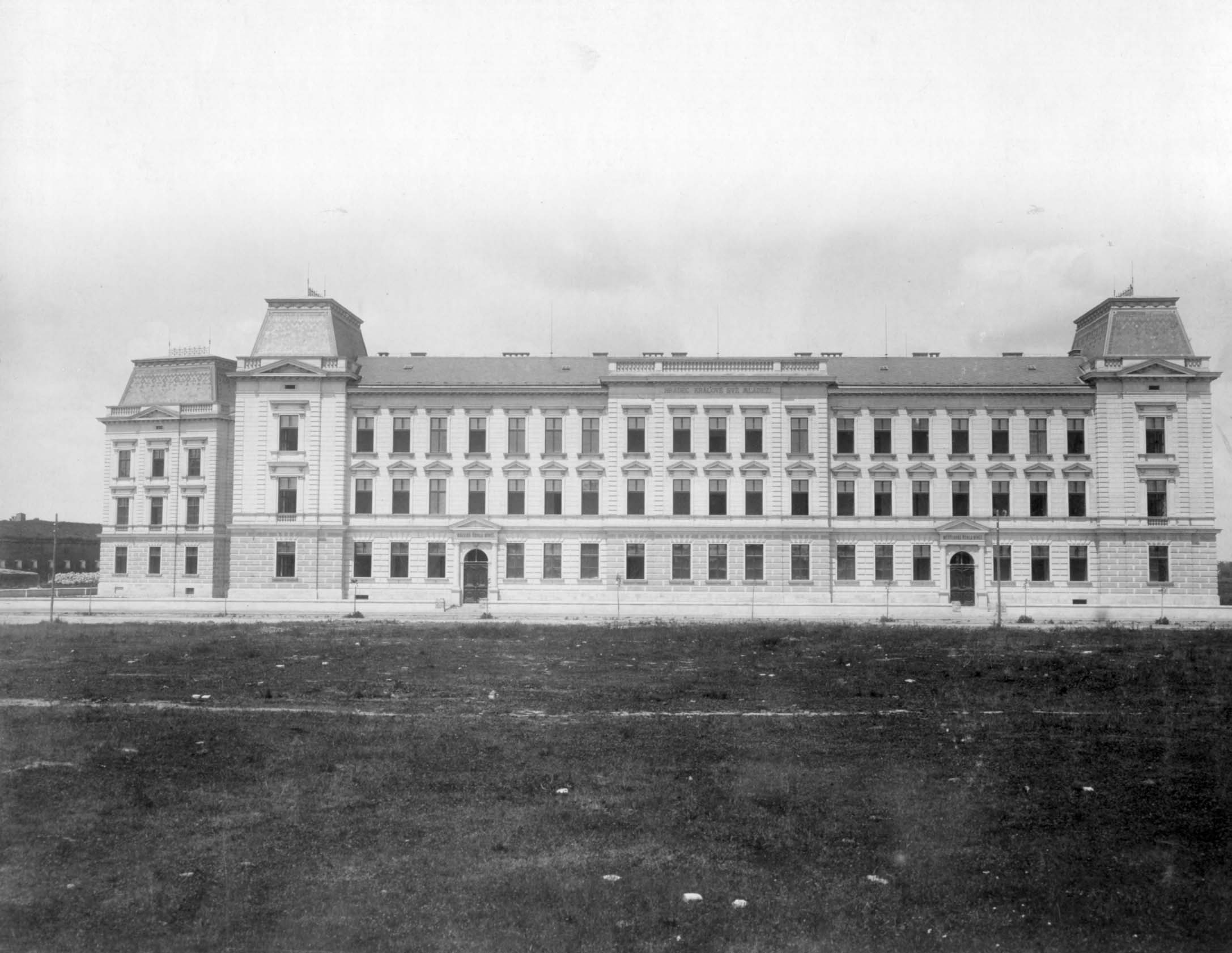
Pohled na budovu škol se dvěma vchody od východu (nápis obecná a měšťanská škola dívčí), 1898

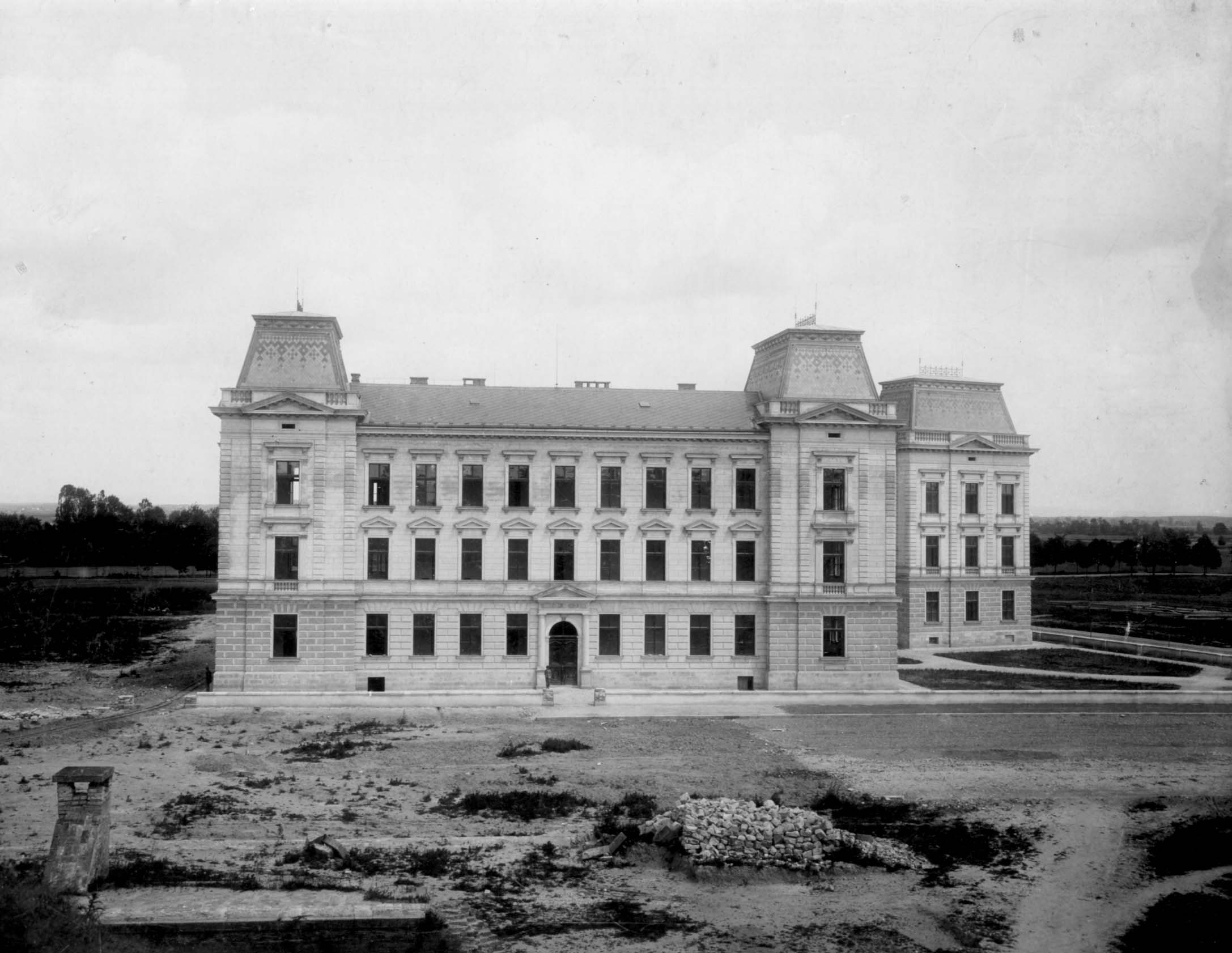
Pohled na budovu škol se vchodem do měšťanské školy chlapecké od jihu, 1898

Nová budova Obecných a měšťanských škol byla slavnostně otevřena a vysvěcena dne 18. září 1898. Akce se slavnostním průvodem z kostela Nanebevzetí Panny Marie byla vedena přímo tehdejším královéhradeckým biskupem Edvardem Janem Brynychem doprovázeným kanovníky a školní mládeží. O den později začala výuka.
Starosta města Ulrich při slavnostním otevření pronesl výzvu směřovanou na učitele: „vychovávejte vedle bohulibosti též sebevědomí a plamenné lásce k vlasti, schopné každé oběti, rozšafnosti povahy, neúmorné pracovitosti a horoucí touze po neustálém sebevzdělávání, neboť jen souzvukem těchto vlastností učiníte nám mládež tím, čím si ji všichni míti toužíme – skutečno nadějí vlasti!“
Budova tehdy obsahovala:

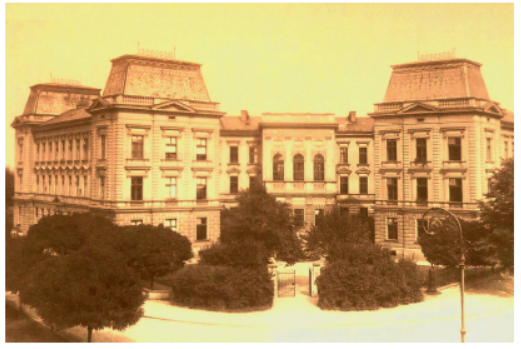
Dobový záběr na školu

- 10 učeben pro chlapeckou obecnou a budoucí měšťanskou školu
- 17 učeben pro obecnou a měšťanskou školu dívčí (vč. kreslírny a prostory pro ruční práce) a mateřskou školu (dvě učebny s hernou v přízemí)
- kapli sv. Aloise (později přestavěna na horní tělocvičnu[7]) a tělocvičnu ve střední části
- v každém křídle kabinety, celkem tři sborovny a tři ředitelny
- byt ředitele[4] a byt správce[7]

Zatímco učebny, kabinety i sborovny pro jednotlivé školy byly jasně určeny a odděleny, pro všechny školy dohromady fungovaly jako společné prostory kaple, dvoudílná tělocvična a společenská výstavní síň. Ke školskému areálu patřila také školní zahrada. Ta byla uvedena do provozu v roce 1899.
O areál se starali tři školníci.

## Využití budovy

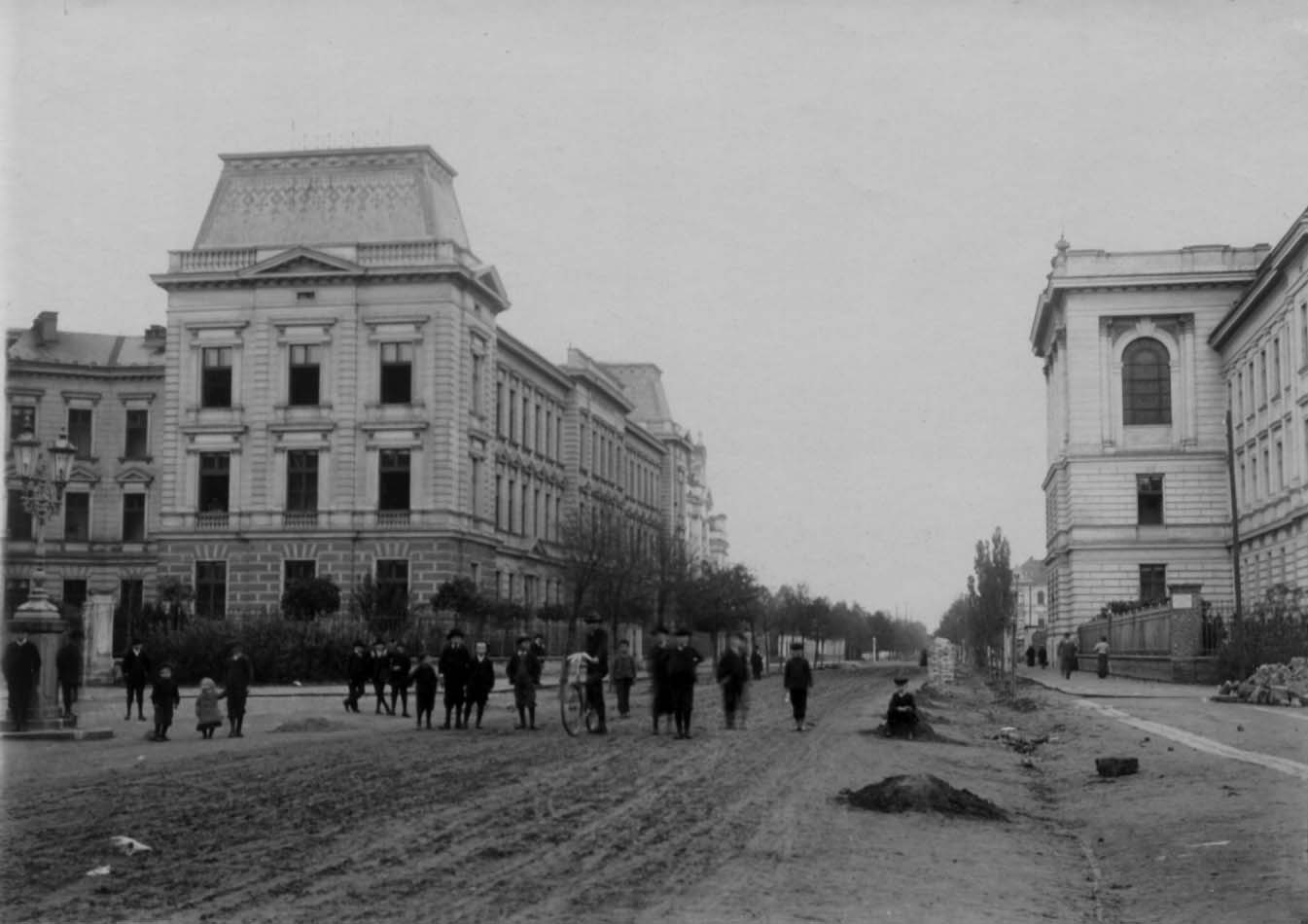
Pospíšilova třída s budovou školy (vlevo) a klášterem Notre Dame (vpravo), na počátku 20. století

Budova od počátku sloužila pro potřeby obecných a měšťanských škol dívčích i chlapeckých. V jednom křídle tak fungovala dvoutřídní mateřská škola, tříletí dívčí měšťanská škola a pětiletá dívčí obecná škola, ve druhém křídle pětiletá třídní chlapecká obecná škola a tříletá chlapecká měšťanská škola.
V roce 1903 byla do budovy chlapecké školy přestěhována okresní učitelská knihovna.
Za první světové války podobně jako další budovy na Pospíšilově třídě sloužila vzhledem k nedostatku kapacity i k ukládání raněných a nemocných. V roce 1915 byla zavedena pitná voda a elektrický proud.
V roce 1926 se do prostor měšťanské školy dívčí přestěhovala knihovna a archiv župního pedagogického muzea (předtím umístěna v učitelském ústavu). Knihovna tehdy měla 4100 evidovaných předmětů.
Od 20. let 20. století a zejména ve 30. letech 20. století se vzhledem k rostoucímu počtu žáků ukazovala potřeba vybudovat další nové budovy, díky čemuž postupně vznikal rozsáhlý školní areál v Zálabí (Gymnázium J. K. Tyla a Základní a mateřská škola Josefa Gočára), na jihozápad od městského centra.
Za druhé světové války byl školní komplex nejprve od roku 1942 částečně a následně od roku 1944 kompletně využíván německou armádou. Od roku 1944 sloužily budovy jako vojenský lazaret a žáci byli přemístěni do okolních škol.
Po druhé světové válce se budovy vrátily školským účelům a sídlila zde celá řada škol různých názvů: Újezdní měšťanské školy prof. Drtiny, hlavní škola dívčí Na Příkopě, střední školy prof. Drtiny, 2. střední škola v Hradci Králové, 2. osmiletá střední škola či 2. devítiletka. Do budovy se nastěhovaly speciální školy (toho času Pomocná škola Václava Zahálky).
Od roku 1950 zde sídlily současně základní školy Šimkova a Pospíšilova (komplex budov leží na křižovatce těchto ulic). Základním devítiletým školám budovy plně sloužily až do roku 1980. Následně se ovšem základní škola z křídla v Pospíšilově ulici vystěhovala a prostory připadly gymnáziu, které mezitím vzniklo v roce 1978 na Pouchově. V roce 1982 byl gymnáziu předán i druhý trakt areálu.
V roce 1983 se tak do budovy přestěhovalo druhé královéhradecké gymnázium, a získalo nový název Gymnázium v Pospíšilově třídě. V letech 1984 až 1987 došlo k rekonstrukci vnitřních prostor a zřízení odborných učeben, které začaly studentům sloužit od školního roku 1987/1988. V průběhu 80. a počátku 90. let 20. století došlo také k opravě fasád.
V roce 1991 došlo k přejmenování na Gymnázium Boženy Němcové. Nad pokračováním tradice pojmenování školy po filosofovi a pedagogovi Drtinovi zvítězila vazba na sochu české spisovatelky od Josefa Škody, která byla před školní budovu umístěna již v roce 1950. Nový název zároveň poukázal na novou tradici spojení budovy a gymnázia, bez vazby na předchozí typy škol, které v budově působily.

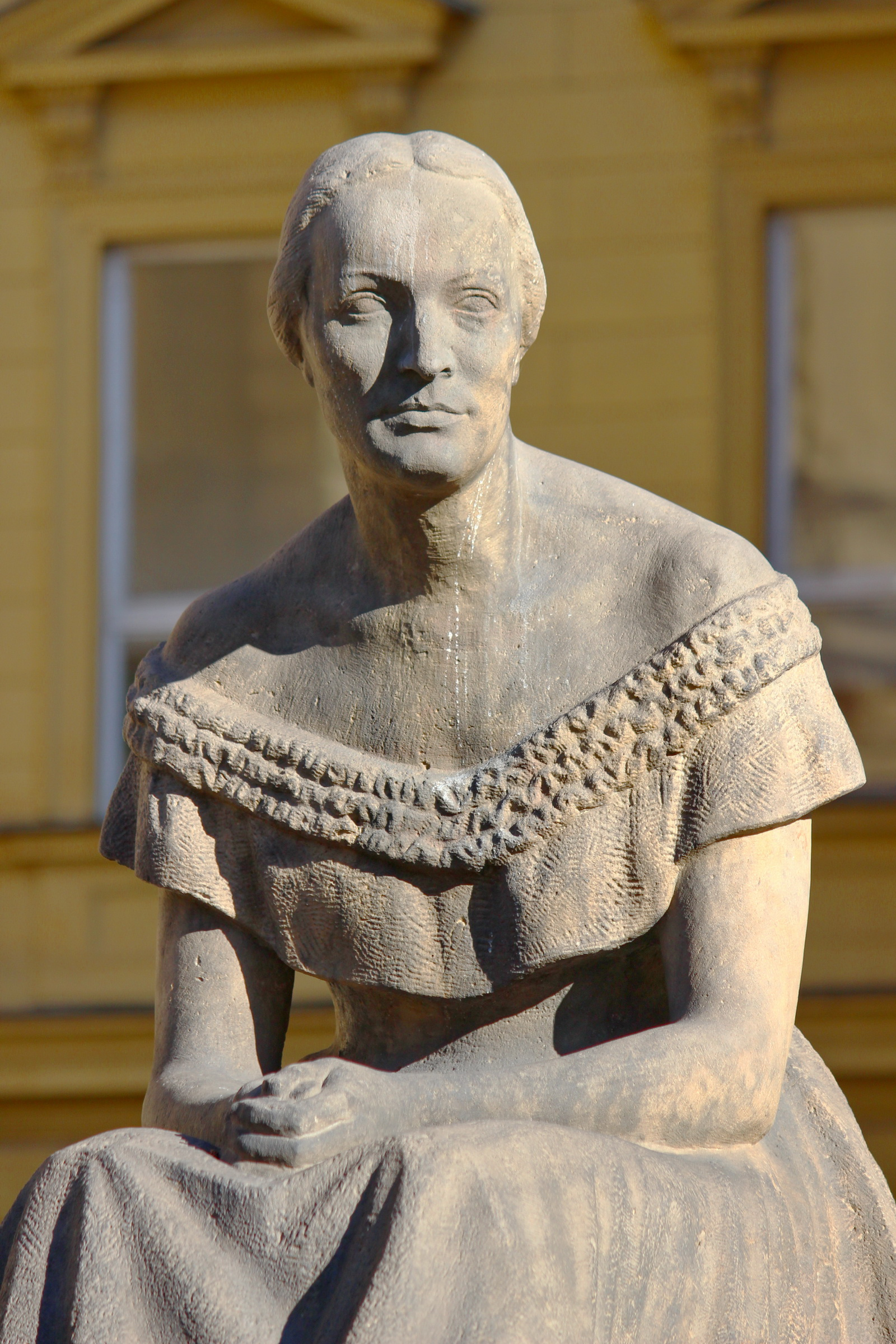
Socha Boženy Němcové před budovou

## Socha před budovou
Původní plán počítal s tím, že na nároží ulic Pospíšilovy a Šimkovy (tehdy na Příkopě) bude parčík s bustou Jana Ladislava Pospíšila, který se značně zasloužil o zbourání pevnostních hradeb města. K této realizaci ale nakonec nedošlo. Pospíšilova socha (nikoliv busta) byla zrealizována až v roce 1933 na jiném místě – u třídy Československé armády.
Před budovou škol se nakonec dne 28. června 1922 v rámci velké slavnosti konalo odhalení busty Jana Amose Komenského. Ta byla darem místního podnikatele a sokola Gustava Stoklasy. Socha byla vůbec prvním takovým počinem ve městě po první světové válce.
V roce 1950 byla na místo instalována ředitelem místní průmyslové školy stavební, akademickým architektem Josefem Šmídou, umístěna pískovcová socha Boženy Němcové, kterou v roce 1941 vytvořil Josef Škoda.